# Gladde slangen
Gladde slangen (Coronella) zijn een geslacht van slangen uit de familie van de toornslangachtigen (Colubridae) en de onderfamilie Colubrinae. Er zijn drie soorten waarvan er twee voorkomen in Europa en Azië en één endemisch is in India. De gladde slang (Coronella austriaca) is een van de drie soorten slangen die voorkomt in België en Nederland.

## Naam en indeling
De wetenschappelijke naam van de groep werd voor het eerst voorgesteld door Josephus Nicolaus Laurenti in 1768.

### Soorten
Het geslacht omvat de volgende soorten, met de auteur en het verspreidingsgebied.
| Naam                                          | Auteur         | Verspreidingsgebied |
| --------------------------------------------- | -------------- | --- |
| Gladde slang (Coronella austriaca)            | Laurenti, 1768 | Albanië, Armenië, Azerbeidzjan, Belarus, België, Bosnië en Herzegovina, Bulgarije, Duitsland, Engeland, Estland, Finland, Frankrijk, Georgië, Griekenland, Hongarije, Iran, Italië, Kazachstan, Kroatië, Letland, Litouwen, Luxemburg, Macedonië, Moldavië, Montenegro, Nederland, Noorwegen, Oekraïne, Oostenrijk, Polen, Portugal, Roemenië, Rusland, Servië, Slovenië, Spanje, Tsjechië, Turkije (inclusief Anatolië), Zweden, Zwitserland |
| Coronella brachyura                           | Günther, 1866  | India |
| Zuidelijke gladde slang (Coronella girondica) | Daudin, 1803   | Spanje, Gibraltar, Portugal, Frankrijk, Marokko, Algerije, Tunesië |

## Verspreiding en habitat
De verschillende soorten gladde slangen komen voor in de landen Albanië, Algerije, Armenië, Azerbeidzjan, Belarus, België, Bosnië en Herzegovina, Bulgarije, Duitsland, Engeland, Estland, Finland, Frankrijk, Georgië, Gibraltar, Griekenland, Hongarije, India, Iran, Italië, Kazachstan, Kroatië, Letland, Litouwen, Luxemburg, Macedonië, Marokko, Moldavië, Montenegro, Nederland, Noorwegen, Oekraïne, Oostenrijk, Polen, Portugal, Roemenië, Rusland, Servië, Slovenië, Spanje, Tsjechië, Tunesië, Turkije (inclusief Anatolië), Zweden en Zwitserland.
De habitat bestaat uit gematigde bossen, Mediterraan scrubland, graslanden en rotsige omgevingen. Ook in door de mens aangepaste streken zoals weilanden, kwekerijen en plantages kan de slang worden aangetroffen.

## Beschermingsstatus
Door de internationale natuurbeschermingsorganisatie IUCN is aan alle soorten een beschermingsstatus toegewezen. De soorten worden beschouwd als 'veilig' (Least Concern of LC).